# ديفيد فيرغسون (لاعب كرة قدم)
ديفيد فيرغسون (7 يونيو 1994 بسندرلاند في المملكة المتحدة - ) (بالإنجليزية: David Ferguson) هو لاعب كرة قدم بريطاني في مركزي الدفاع والوسط. لعب مع نادي بلاكبول ونادي سندرلاند ونادي يورك سيتي وShildon A.F.C. ‏ ونادي بوسطن يونايتد ودارلينجتون إف سى.

## وصلات خارجية
- ديفيد فيرغسون على موقع قاعدة بيانات كرة القدم.إي يو (الإنجليزية)
- ديفيد فيرغسون على موقع Soccerbase.com (لاعب) (الإنجليزية)
- ديفيد فيرغسون على موقع Soccerway.com (الإنجليزية)